# B. K. S. Iyengar
Bellur Krishnamachar Sundararaja Iyengar (en canarés: ಬೆಳ್ಳೂರ್ ಕೃಷ್ಣಮಾಚಾರ್ ಸುಂದರರಾಜ ಐಯಂಗಾರ್), también conocido como Yogacharya B.K.S. Iyengar (Bellur, Kolar, 14 de diciembre de 1918 - Pune, 20 de agosto de 2014) fue el fundador del Yoga Iyengar. Fue considerado como uno de los maestros de yoga más importantes del mundo y practicó yoga más de 75 años. Escribió muchos libros sobre la práctica y filosofía yóguicas, entre los que destacan Luz sobre el Yoga, Luz sobre el Pranayama y Luz sobre los Yoga Sutras de Patañjali. También escribió numerosos textos de yoga de gran importancia. Existen centros de Yoga Iyengar por todo el mundo, y se estima que el Yoga Iyengar cuenta con millones de practicantes.
Recibió el Padma Shri en 1991, y el Padma Bhushan en 2002.

## Primeros años
B. K. S. Iyengar nació en una familia pobre de Hebbar Iyengar y tuvo una infancia difícil. Su pueblo natal, Bellur, Karnataka, India, se encontraba bajo la amenaza de la epidemia de gripe en la época de su nacimiento, lo que le dejó enfermo y débil. Su padre murió cuando él tenía 9 años, y continuó sufriendo numerosas enfermedades durante los años siguientes, incluyendo malaria, tuberculosis, fiebre tifoidea y malnutrición en general.
A la edad de 15 años Iyengar marchó a vivir con su cuñado, el conocido yogui Sri Tirumalai Krishnamacharya de Mysore. Allí comenzó a aprender la práctica de ásana, lo que fue mejorando enormemente su salud. Pronto se sobrepuso a las debilidades de su infancia.
Animado por Krishnamacharya, Iyengar se mudó a Pune para enseñar yoga en 1937. Allí desarrolló su práctica dedicando muchas horas al día a aprender y experimentar con varias técnicas. A medida que sus métodos mejoraban, el número de estudiantes de sus clases creció y su fama se extendió. En Pune, sus hermanos le presentaron a Ramamani, con quien se casó en 1943.

## Reconocimiento internacional
En 1952, Iyengar entabló amistad con el famoso violinista Yehudi Menuhin. Menuhin se encargó de que Iyengar enseñara en Londres, Suiza, París y otros lugares. Esta era la primera vez que muchos occidentales eran testigos del yoga, y la práctica se fue haciendo muy conocida. La popularidad del yoga en Occidente puede en gran medida atribuirse a Iyengar.
En 1966 se publicó Luz sobre el Yoga. Poco a poco se convirtió en un superventas y fue traducido a 17 idiomas. A veces llamado "la Biblia del Yoga", consiguió dar a conocer el yoga en todo el mundo. Pronto le siguieron títulos sobre pranayama y varios aspectos de la filosofía del yoga. Iyengar es autor de 14 libros.
En 1975, Iyengar abrió el Ramamani Iyengar Memorial Yoga Institute en Pune, en memoria de su esposa fallecida. Oficialmente se retiró de la enseñanza en 1984, pero continuó activo en el mundo del Yoga Iyengar, impartiendo clases especiales y escribiendo libros. Su hija Geeta y su hijo Prashant se han ganado el reconocimiento internacional como profesores.
Iyengar fue considerado una de las 100 personas más influyentes del mundo por la revista Time.
En 2005 visitó los Estados Unidos para promocionar su último libro, Luz sobre la vida, y para impartir un taller especial en la conferencia de la revista Yoga Journal en Colorado.

## Publicaciones
- Iyengar, B. K. S. (1994). La Luz del Yoga (versión abreviada de "Luz sobre el Yoga") (Primera edición). Barcelona: Kairós. ISBN 9788472453098.
- Iyengar, B. K. S. (2005). Luz sobre el Yoga (Primera edición). Barcelona: Kairós. ISBN 9788472455955.
- Iyengar, B. K. S. (1997). Luz sobre el Pranayama (Primera edición). Barcelona: Kairós. ISBN 9788472453685.
- Iyengar, B. K. S. (2000). El árbol del Yoga (Primera edición). Barcelona: Kairós. ISBN 9788472454132.
- Iyengar, B. K. S. (2003). Luz sobre los Yoga Sutras de Patañjali (Primera edición). Madrid: Kairós. ISBN 9788472455252.
- Iyengar, B. K. S. (2007). Luz sobre la vida (Primera edición). Madrid: Kairós. ISBN 9788472456532.
- Iyengar, B. K. S. (2007). La Esencia del Yoga - Astadala Yogamala - Vol. I (Primera edición). Barcelona: Kairós. ISBN 9788472456327.
- Iyengar, B. K. S. (2008). La Esencia del Yoga - Astadala Yogamala - Vol. II (Primera edición). Barcelona: Kairós. ISBN 9788472456631.
- Iyengar, B. K. S. (2009). La Esencia del Yoga - Astadala Yogamala - Vol. III (Primera edición). Barcelona: Kairós. ISBN 9788472456983.
- Iyengar, B. K. S. (2010). La Esencia del Yoga - Astadala Yogamala - Vol. IV (Primera edición). Barcelona: Kairós. ISBN 9788472457362.
- Iyengar, B. K. S. (2011). La Esencia del Yoga - Astadala Yogamala - Vol. V (Primera edición). Barcelona: Kairós. ISBN 9788499880228.
- Iyengar, B. K. S. (2014). La Esencia del Yoga - Astadala Yogamala - Vol. VI (Primera edición). Barcelona: Kairós. ISBN 9788499883717.
- Iyengar, B. K. S. (2015). El corazón de los Yoga Sutras (Primera edición). Barcelona: Kairós. ISBN 9788499884356.